# Takashi Kageyama
Takashi Kageyama (jap. 影山 貴志, Kageyama Takashi; * 27. Mai 1977 in der Präfektur Osaka) ist ein ehemaliger japanischer Fußballspieler.

## Karriere
Kageyama erlernte das Fußballspielen in der Schulmannschaft der Daisho Gakuen High School. Seinen ersten Vertrag unterschrieb er 1996 bei Sanfrecce Hiroshima. Der Verein spielte in der höchsten Liga des Landes, der J1 League. Für den Verein absolvierte er fünf Erstligaspiele. 2001 wechselte er zum Erstligisten Cerezo Osaka, 2002 dann zum Drittligisten Sagawa Express Osaka (Sagawa Shiga FC). Für den Verein absolvierte er 167 Spiele. Ende 2008 beendete er seine Karriere als Fußballspieler.

## Erfolge
Sanfrecce Hiroshima
- Kaiserpokal

Finalist: 1996
Cerezo Osaka
- Kaiserpokal

Finalist: 2001